# Her Two Sons
Her Two Sons è un cortometraggio muto del 1911 diretto da Harry Solter e prodotto dalla Lubin.

## Trama
Due fratelli amano la stessa donna. Uno è un mascalzone, l'altro un ministro del culto.

## Produzione
Il film fu prodotto dalla Lubin Manufacturing Company.

## Distribuzione
Distribuito dalla General Film Company, il film - un cortometraggio in una bobina - uscì nelle sale statunitensi il 7 agosto 1911.